# Bhatrahalli, Molakalmuru
Bhatrahalli là một làng thuộc tehsil Molakalmuru, huyện Chitradurga, bang Karnataka, Ấn Độ.